# Rhyparida
Rhyparida es un género de insecto coleóptero de la familia Chrysomelidae.

## Especies
Las especies de este género son:
- Rhyparida ceramensis Medvedev, 2003
- Rhyparida diversicornis Medvedev, 1995
- Rhyparida katrinae Medvedev, 1995
- Rhyparida margrafi Medvedev, 1995
- Rhyparida sparsepunctata Medvedev, 2003
- Rhyparida thailandica Medvedev, 2001
- Rhyparida weiseana Medvedev, 1995